# Lac Futalaufquen
Le lac Futalaufquen est un lac situé dans la province argentine de Chubut, en Patagonie. L'origine de son nom provient de la langue mapudungun : futa (« grand ») et laufquen (« lac »).

## Situation géographique
Ses coordonnées approximatives sont: 42°5' lat. Sud et 71°4' long. Ouest
D'origine glaciaire, il est situé au sein du parc national Los Alerces et occupe une profonde vallée, ancien lit d'un gros glacier disparu il y a 10 000 ans à la fin de la dernière glaciation.  

## Données chiffrées
- Sa surface se trouve à une altitude de 518 mètres.
- Sa superficie est de 44 600 000 m2 soit 44,6 kilomètres carrés soit quasiment identique à celle du lac du Bourget en France.
- Sa profondeur moyenne est de 101 mètres.
- Sa profondeur maximale est de 168 mètres.
- Le volume d'eau contenu est de 4,51 milliards de tonnes ou kilomètres cubes.
- La longueur de ses rives est de 72,5 kilomètres.
- Le temps de résidence des eaux est de 0,94 an.
- La superficie de son bassin est de 2 920 km2, comparable à celle du département du Rhône en France, ainsi qu'à celle de la province d'Anvers en Belgique, mais un peu inférieure à celle du canton de Vaud en Suisse.
- Son émissaire l'Estrecho de los Monstruos (littéralement le « détroit des Monstres (ou des Génies) ») qui débouche dans le lac Krüger a un débit de plus ou moins 175 m3/s à la sortie du lac.

## Géographie
Le lac Futalaufquen fait partie d'un bassin dont les eaux traversent la cordillère des Andes pour se déverser dans l'océan Pacifique au Chili, celui du Río Futaleufú.
Le lac a une forme d'étoile à trois bras. 
Par son bras nord, il reçoit les eaux du Río Arrayanes en provenance de lac Verde et du lac Menéndez.

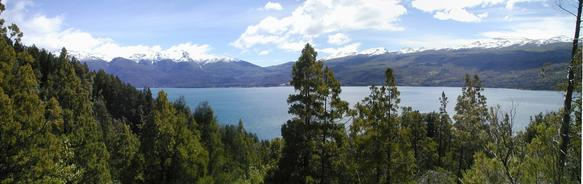
Vue panoramique du lac Futalaufquen

À l'extrémité de son bras sud-ouest, prend naissance son émissaire en direction du lac Krüger, le détroit de los Monstruos.
Son bras sud-est se prolonge par une large vallée glaciaire dans laquelle coule du sud vers le nord, le río Desaguadero. Ce dernier collecte les eaux d'une série d'arroyos drainant le Cordón Situación à l'ouest (2250 m) et le Cordón Rivadavia à l'est, deux massifs de montagnes enneigées. La partie nord du Cordón Situación sépare le bras sud-est du bras sud-ouest. 
Le río Desaguadero est aussi l'émissaire de la lagune Terraplén qui occupe la partie sud de la vallée. Ce bras sud-est reçoit en outre l'émissaire de la lagune Larga située deux kilomètres au sud-est de son extrémité.